# Sergio Minero Pineda
Sergio Minero Pineda (ur. 21 lutego 1974) – kostarykański szachista i trener szachowy, w latach 1994–1996 reprezentant Salwadoru, mistrz międzynarodowy od 1997 roku.

## Kariera szachowa
W drugiej połowie lat 80. awansował do ścisłej czołówki kostarykańskich szachistów. W czasie swojej kariery trzykrotnie zwyciężał w indywidualnych mistrzostwach kraju (1992, 1999, 2004) oraz również trzykrotnie (1988, 1990, 2002) reprezentował barwy Kostaryki na szachowych olimpiadach.
W 2002 r. zwyciężył w kołowym turnieju w Mondariz, w 2003 r. podzielił I m. (wspólnie z Wiktorem Michalewskim) w San Salvador, natomiast w 2004 r. podzielił II m. (za Alejandro Ramirezem, wspólnie z Alexisem Murillo) w San José.